# Estació purificadora d'aigua

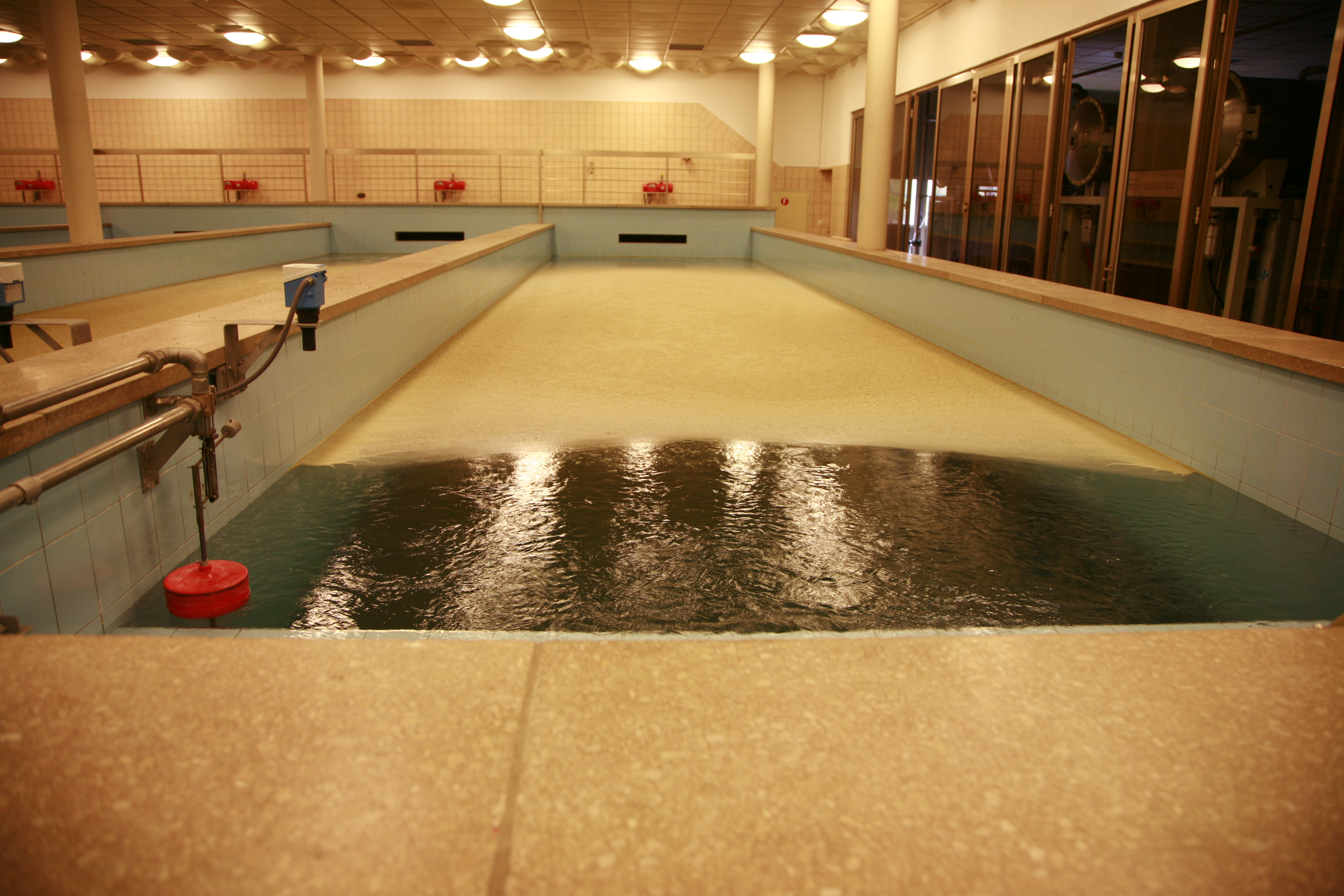
Procés de floculació a una planta de purificació d'aigua

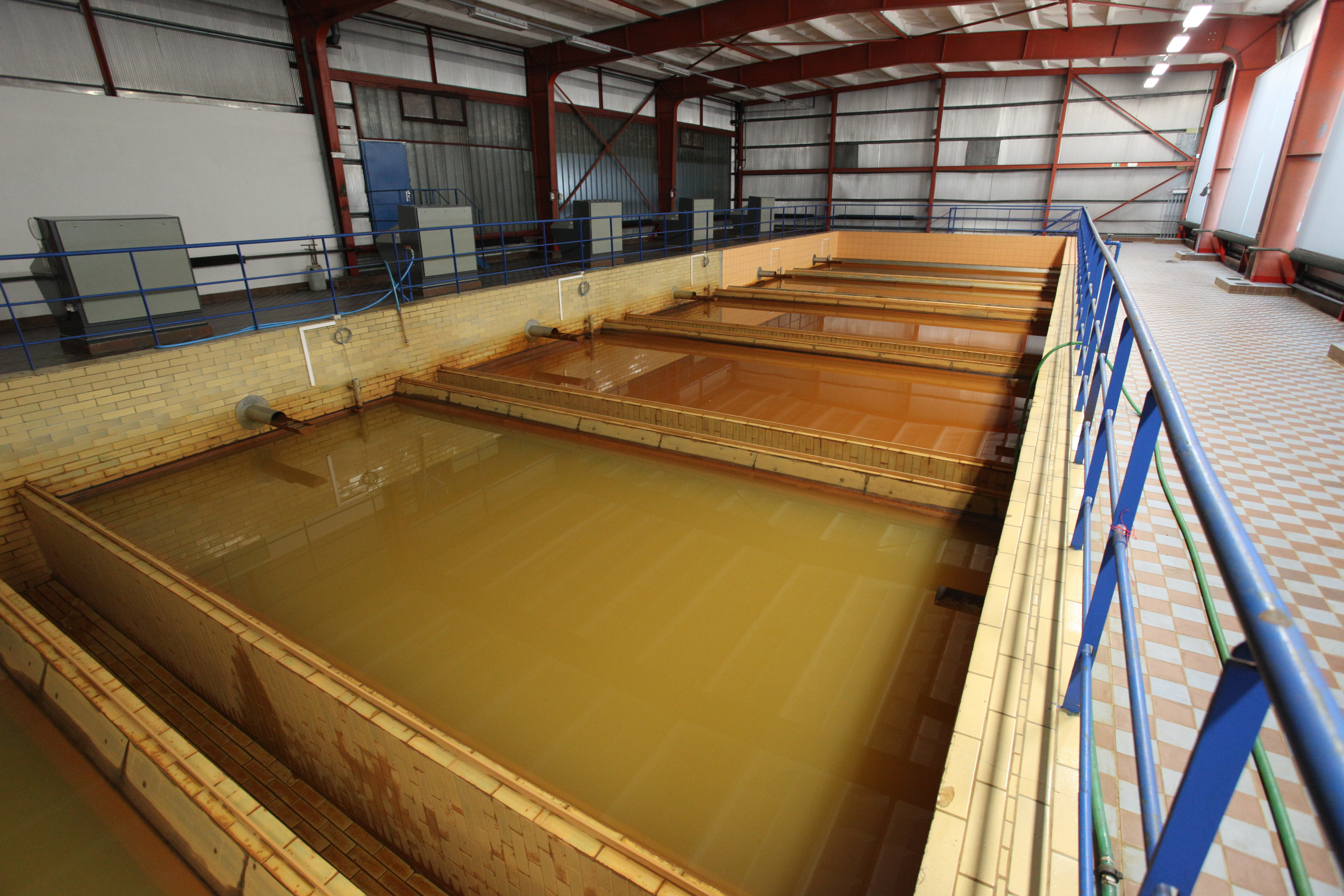
Filtració ràpida en procés del tractament d'aigües artesianes. Es filtra l'aigua de ferro coagulat, Káraný, República Txeca.

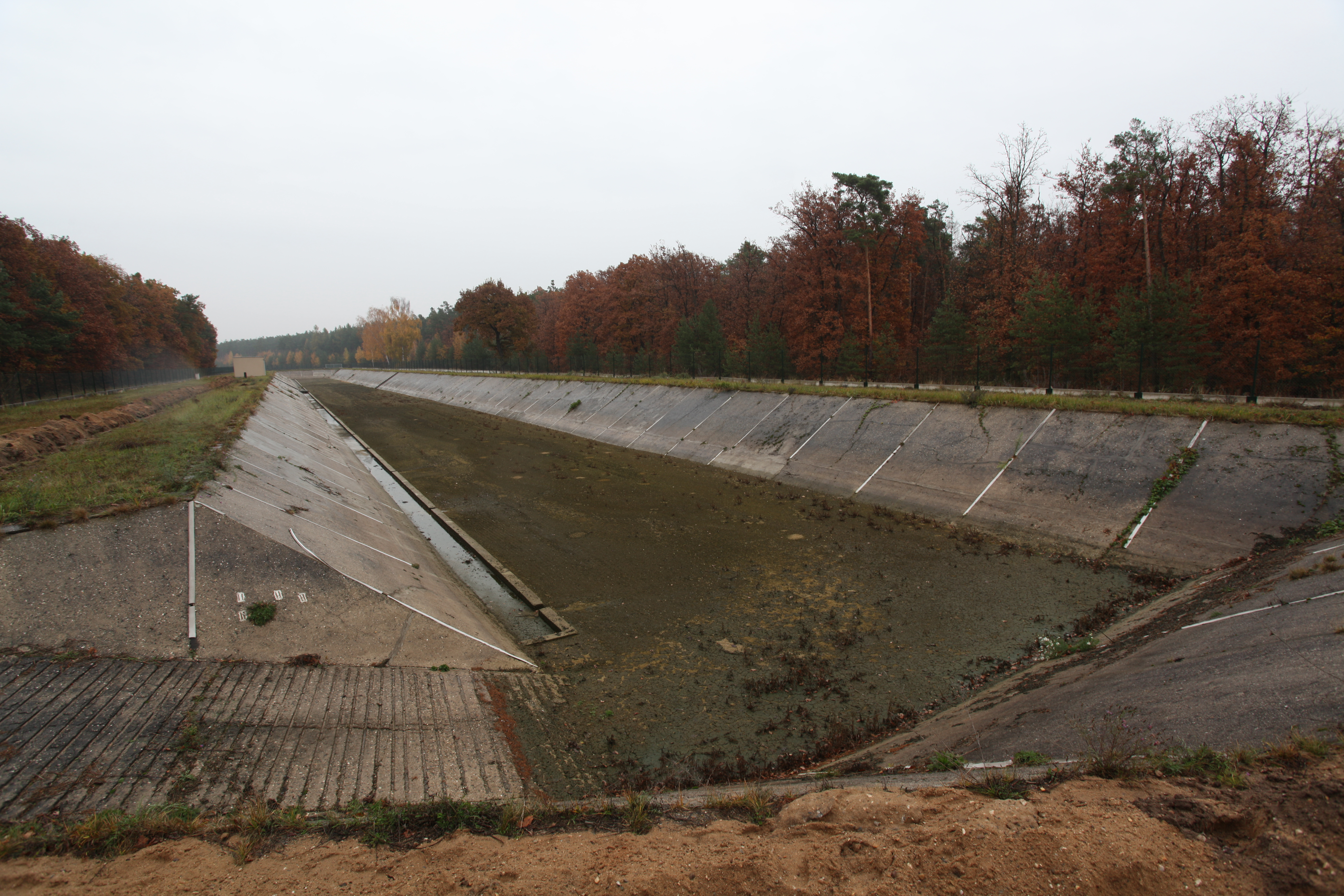
Filtració lenta artificial en el procés de producció d'aigua potable, Káraný, República Txeca.

Una  estació purificadora d'aigua , també anomenada  estació de tractament d'aigua potable  (abreujat  ETAP ) és un conjunt d'estructures en les quals es tracta l'aigua de manera que es torni apta per al consum humà. Hi ha diferents tecnologies per potabilitzar l'aigua, però totes han de complir els mateixos principis:
1. Combinació de barreres múltiples (diferents etapes del procés de potabilització) per assolir baixes condicions de risc,
2. Tractament integrat per a produir aigua potable de qualitat.
3. Tractament per objectiu (cada etapa del tractament té una meta específica relacionada amb algun tipus de contaminant).

Si no es compta amb un volum d'emmagatzematge d'aigua potabilitzada, la capacitat de la planta ha de ser major que la demanda màxima diària en el període de disseny. A més, una planta de tractament ha d'operar contínuament, encara que tingui algun dels seus components en manteniment, per això són necessàries com a mínim dues unitats per a cada procés de la planta.

## Tipus de plantes
- ETAP de tecnologia convencional: inclou els processos de coagulació, floculació, decantació (o sedimentació) i filtració.
- ETAP de filtració directa: inclou els processos de coagulació-decantació i filtració ràpida, i es pot incloure el procés de floculació.
- ETAP de filtració en múltiples etapes (FIME): inclou els processos de filtració gruixuda dinàmica, filtració gruixuda ascendent i filtració lenta en sorra.

També es pot utilitzar una combinació de tecnologies, i en cadascuna de les tecnologies esmentades és possible comptar amb altres processos que poden ser necessaris específicament per a remoure determinada contaminació.